# Mark McKnight

Zawodnik Penn State Nittany Lions

Zawodnik Buffalo Bulls

Mark Allen McKnight (ur. 7 marca 1985) – amerykański zapaśnik w stylu wolnym. Złoty medalista mistrzostw panamerykańskich w 2013 roku.
Zawodnik South Fayette High School z South Fayette, University at Buffalo (2003/04, 2004/05)  i Penn State University. All-American w NCAA Division I w 2008, gdzie zajął czwarte miejsce roku.